# Militärflugplatz Inowrocław-Latkowo

i7
i11
i13
Die 56. Baza Lotnicza (56. Luftbasis) ist ein Militärflugplatz in Polen. Er wurde 1944 für die deutsche Luftwaffe erbaut. Das Areal diente auch nach dem Zweiten Weltkrieg als Militärflugplatz. Der Flugplatz liegt im Nordosten des Gebiets der Landgemeinde Inowrocław beim Dorf Latkowo/Sommerfeld, fünf Kilometer nordöstlich des Stadtzentrums von Inowrocław/Hohensalza. Heute nutzen ihn die polnischen Heeresflieger als Hubschrauberstützpunkt.

## Geschichte
Der erste Flugplatz von Inowrocław entstand 1933 zirka 1 km nordöstlich der Stadt; er wurde am 24. September 1933 eröffnet. Diesen nutzt heute der hiesige Luftsportverein.
Bereits kurz nach Beginn des Zweiten Weltkriegs wurde er von der deutschen Wehrmacht besetzt. Die Luftwaffe stationierte hier dann im weiteren Vorlauf des Überfall auf Polen die III. Gruppe des Stukageschwaders 2 (III./St.G. 2), die mit Ju 87B ausgerüstet war.
In den Wochen im Mai/Juni 1941 vor dem Überfall Nazi-Deutschlands auf die Sowjetunion nutzten Fernaufklärer der 3. Staffel der Aufklärungsgruppe 31 (3.(F)/Aufkl.Gr. 31), ausgerüstet mit Bf 110 und Ju 88, und die 2. (F)/Aufkl.Gr. 33 den Flugplatz. In den folgenden Jahren diente der Luftwaffenstandort Hohensalza Reserve- und Schulverbänden.
Im weiteren Verlauf des Kriegs entstand etwas weiter nordöstlich beim Dorf Latkowo ein größerer Platz, der Einsatzhafen Hohensalza, der im Sommer 1944 einsatzklar war. Die Luftwaffe nutzte ihn als Einsatzhafen bis zu seiner Evakuierung Mitte Januar 1945. Nutzer waren in diesen Monaten unter anderem der Stab des Nachtjagdgeschwaders 100 (NJG 100) im August 1944 und die 1. Staffel der Nachtschlachtgruppe 6 (1./NSGr. 6) von Ende September bis in den Oktober 1944.
Die Rote Armee besetzte Hohensalza am 20. Januar 1945.
Im Jahr 1963 wurde hier ein Kampfhubschrauberregiment, das 56. Pułk Śmigłowców Bojowych (56.PSB), stationiert, das zunächst mit PZL SM-2, Mil Mi-4 und Mi-8 ausgerüstet war. Im Jahr 1986 erhielt es dann neue Mi-24W, die noch heute genutzt werden. Zu einer Umorganisation des Hubschrauberregiments in die 56. Luftwaffenbasis kam es Anfang 2012.
Ein gutes Vierteljahrhundert nach Polens Aufnahme in die NATO und knapp 40 Jahre nach Beginn des Flugbetriebs mit der Mi-24 werden 2025 die ersten Hubschrauber westlicher Produktion erwartet. Hierbei handelt es sich um Boeing AH-64, zunächst übergangsweise geleaste Modelle der D-Baureihe.

## Militärische Nutzung
Er dient der 1. Heeresfliegerbrigade, poln.: 1 Brygada Lotnictwa Wojsk Lądowych (BLWL), der Polnischen Landstreitkräfte als Militärflugplatz. Zur 56. Luftbasis gehören drei fliegende Staffeln sowie eine Gruppe:
- 1.Eskadra Śmigłowców Szturmowych, Kampfhubschrauberstaffel ausgerüstet mit Mi-24D/W
- 2.Eskadra Śmigłowców Szturmowych, Kampfhubschrauberstaffel, ausgerüstet mit Mi-24D/W, W-3PL
- 3.Eskadra Śmigłowców Szturmowych, Kampfhubschrauberstaffel, ausgerüstet Mi-2URP/Mi-2URP-G
- Grupa Śmigłowców, Hubschraubergruppe, ausgerüstet mit Mi-2D/R